# 青松湖 (亞利桑那州)
青松湖（英語：Pine Lake）是位於美國亞利桑那州莫哈維縣的一個人口普查指定地區。根據2010年美國人口普查，該地人口為138人，而該地的面積約為4.37平方千米。

## 地理
青松湖的座標為35°05′19″N 113°52′26″W / 35.08861°N 113.87389°W，而該地最高點為海拔高度1915米（即6283英尺）。